# A Strange Education
A Strange Education – debiutancki album szkockiej grupy muzycznej The Cinematics. Album został wydany 6 marca 2007 roku przez wytwórnię TVT Records i znajduje się na nim 14 utworów. 
Z tego albumu pochodzą single: "Chase", "Keep Forgetting" oraz "Break".

## Twórcy
- Scott Rinning - wokal, gitara
- Larry Reid - gitara prowadząca
- Adam Goemans - gitara basowa
- Ross Bonney - perkusja

## Lista utworów
1. "Race to the City" - 3:52
2. "Break" - 4:01
3. "A Strange Education" - 5:24
4. "Human" - 4:27
5. "Chase" - 4:14
6. "Rise & Fall" - 4:50
7. "Sunday Sun" - 4:02
8. "Keep Forgetting" - 3:58
9. "Ready Now" - 4:22
10. "Maybe Someday" - 3:23
11. "Alright" - 4:08
12. "Asleep at the Wheel" - 6:05
13. "Home" - 4:29 [Hidden Track]
14. "Box" - 4:15 [iTunes Bonus Track]